# Kanton Cerisiers
Kanton Cerisiers (fr. Canton de Cerisiers) byl francouzský kanton v departementu Yonne v regionu Burgundsko. Skládal se z osmi obcí. Zrušen byl po reformě kantonů 2014.

## Obce kantonu
- Arces-Dilo
- Bœurs-en-Othe
- Cérilly
- Cerisiers
- Coulours
- Fournaudin
- Vaudeurs
- Villechétive